# Lucjan Jóźko

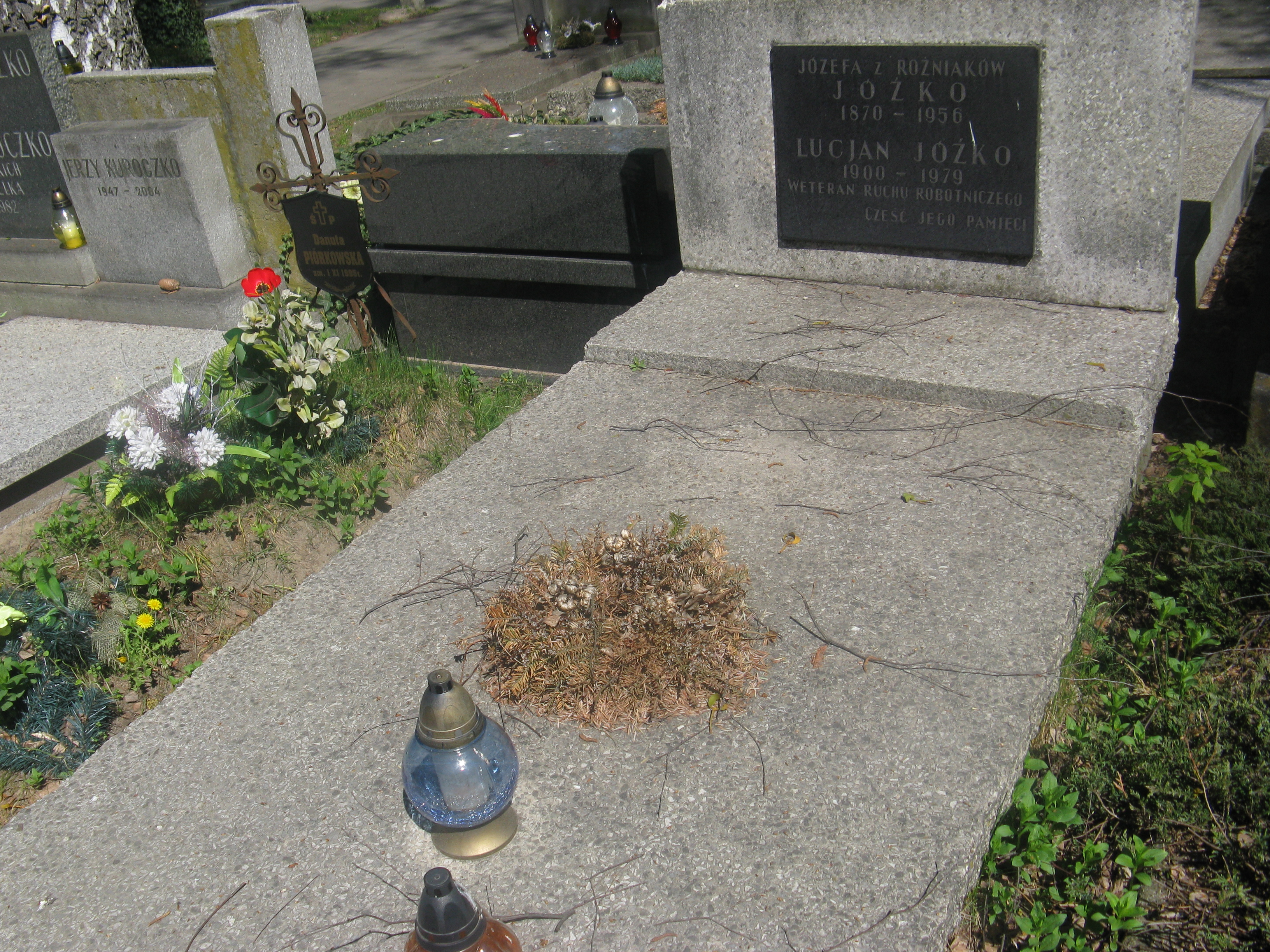
Grób Lucjana Jóźko na Cmentarzu Wojskowym na Powązkach

Lucjan Jóźko pseud. Lutek, Chińczyk (ur. 9 sierpnia 1900 w Warszawie, zm. 4 maja 1979 tamże) – działacz komunistyczny.
Skończył szkołę podstawową i zaczął pracować w piekarni, a od 1917 w fabryce wyrobów metalowych. Uczestnik kursu ślusarskiego. W marcu 1919 wstąpił do KPRP, od października 1919 do listopada 1922 służył w WP w jednostce samochodowej, po powrocie z wojska był ślusarzem w fabryce „Parowóz”, gdzie był sekretarzem Klubu Robotniczego i od 1923 działał w Związku Robotników Przemysłu Metalowego w Polsce. Podczas walk frakcyjnych w KPP opowiadał się po stronie ultralewicowej „mniejszości”. Od października 1928 członek Komitetu Dzielnicowego (KD) KPP Ochota. W październiku 1928 aresztowany na kilka dni w związku z wyborami parlamentarnymi, w grudniu 1930 aresztowany i zwolniony z pracy po strajku w fabryce. Członek KD KPP Wola i egzekutywy tego komitetu. W 1932 skierowany na roczny kurs w komunistycznej szkole partyjnej w Moskwie, we wrześniu 1933 zatrzymany podczas nielegalnego przekraczania granicy Polski z ZSRR i na 3 miesiące uwięziony w Mołodecznie. Po zwolnieniu wrócił do Warszawy i nadal był funkcjonariuszem KPP. W 1934 został sekretarzem KD KPP Praga i KD Ochota. W grudniu 1934 skierowany do pracy w egzekutywie Komitetu Warszawskiego MOPR, W lutym 1935 na krótko aresztowany. W latach 1935–1936 członek egzekutywy KD KPP Marymont, od marca 1936 pracował w fabryce wyborów żelaznych, konstrukcji i ornamentacji. Został delegatem związkowym i prowadził akcję o podwyżkę płac, aresztowany na 5 dni w przededniu konferencji z dyrekcją.
1 września 1939 zmobilizowany do WP, walczył w wojnie obronnej w wojskach samochodowych, 18 września 1939 przekroczył granicę z Rumunią i został internowany, w czerwcu 1940 wrócił do Warszawy, od stycznia 1941 pracował w zakładach hutniczych w Stalowej Woli, skąd 30 marca 1944 wrócił do Warszawy w obawie przed aresztowaniem. Po powstaniu warszawskim przebywał przez 4 tygodnie w obozie przejściowym w Pruszkowie. 28 stycznia 1945 wstąpił w Warszawie do PPR, był ślusarzem w Zarządzie Miejskim, czerwiec - październik 1945 I sekretarz KD PPR Praga Centralna, od października 1945 do listopada 1946 I sekretarz KD PPR Bródno, potem instruktor Komitetu Warszawskiego PPR/PZPR. W grudniu 1945 był delegatem na I Zjazd PPR, a w marcu 1954 na II Zjazd PZPR. Od 1 listopada 1956 na rencie dla zasłużonych, nadal działał w terenowej organizacji PZPR dzielnicy Praga-Północ.
Był odznaczony m.in. Orderem Sztandaru Pracy I i II klasy i Krzyżem Partyzanckim. Pochowany na wojskowych Powązkach (kwatera B2-10-27).